# نهائي كأس فرنسا 1930
نهائي كأس فرنسا 1930 هي المباراة النهائية من منافسة كأس فرنسا 1929–30 ‏، أقيمت المباراة في 1930، في ملعب أولمبيك دي كولومب، بين فريقي نادي سيت، وراسينغ كولومب، وفاز فيها نادي سيت، بعد أن هزم راسينغ كولومب، بنتيجة 3 - 1، وكان حكم المباراة Roger Conrié ‏، وحضر المباراة 35000 شخصاً.

## تفاصيل المباراة
لعبت المباراة النهائية في 1930.
| نادي سيت                         | 3 -1 | راسينغ كولومب        |
| -------------------------------- | ---- | -------------------- |
| إيفان بيك 94 ' · إيفان بيك 111 ' |      | Ferenc Lhottka ‏ 80 ' |